# El Cogul
|  | Aquest article tracta sobre el municipi. Si cerqueu la muntanya, vegeu «el Cogul (Navès)». |

El Cogul és un municipi de la comarca de les Garrigues.
El Cogul és famós per les seves pintures rupestres de la Roca dels Moros, on es pot veure un grup de dones ballant i algunes escenes de cacera.
Actualment, a la legislatura (2015-2019), l'alcaldessa és Anna Torres Fernandez.

## Geografia
- Llista de topònims del Cogul (Orografia: muntanyes, serres, collades, indrets..; hidrografia: rius, fonts...; edificis: cases, masies, esglésies, etc).

## Comunicacions
Hi ha comunicació per carretera amb diverses poblacions veïnes; destaquen la LV-7021 des d'Aspa (4 km), la mateixa des de l'Albagés (7 km), la L-700 de Granyena de les Garrigues (7 km) i l'esmentada LV-7021 d'Alcanó (7 km).

## Demografia
| 1497 f | 1515 f | 1553 f | 1717 | 1787 | 1857 | 1877 | 1887 | 1900 | 1910 |
| ------ | ------ | ------ | ---- | ---- | ---- | ---- | ---- | ---- | ---- |
| -      | 34     | 34     | 59   | 248  | 591  | 514  | 473  | 486  | 491  |

| 1920 | 1930 | 1940 | 1950 | 1960 | 1970 | 1981 | 1990 | 1992 | 1994 |
| ---- | ---- | ---- | ---- | ---- | ---- | ---- | ---- | ---- | ---- |
| 488  | 432  | 413  | 398  | 366  | 285  | 264  | 248  | 235  | 235  |

| 1996 | 1998 | 2000 | 2002 | 2004 | 2006 | 2008 | 2010 | 2012 | 2014 |
| ---- | ---- | ---- | ---- | ---- | ---- | ---- | ---- | ---- | ---- |
| 230  | 228  | 232  | 236  | 218  | 211  | 211  | 193  | 197  | 190  |

| 2016 | 2018 | 2020 | 2022 | 2024 | 2026 | 2028 | 2030 | 2032 | 2034 |
| ---- | ---- | ---- | ---- | ---- | ---- | ---- | ---- | ---- | ---- |
| 174  | 161  | 151  | 151  | 161  | -    | -    | -    | -    | -    |

## Prehistòria. Patrimoni Mundial
El jaciment de la Roca dels Moros del Cogul presenta mostres de les creences de dos grups humans. D'una banda, hi ha l'anomenat Art llevantí, una expressió figurativa dels darrers caçadors-recol·lectors epipaleolítics (10.000-6.500 anys abans del present), que fonamenta la seva iconografia en els éssers humans (home i dona) i certs animals (cabra, cérvol, toro, cavall, porc senglar) amb un estil absolutament singular i únic. De l'altra, hi trobem el que es coneix amb el nom d'Art esquemàtic, una expressió abstracta dels grups productors (6.500-3.500 anys abans del present), que es fonamenta en el gestualisme expressionista i que, per tant, és d'una sorprenent modernitat. Punts digitals, traços, màcules i geomètrics, entre d'altres, conformen un repertori ample d'abstraccions. Des de 1998, aquest i tots els santuaris amb art prehistòric de Lleida han estat considerats Patrimoni de la Humanitat per part de la UNESCO, el màxim guardó que pot obtenir una obra humana. Cal assenyalar, això no obstant, que, dels 26 jaciments amb art que es coneixen enguany a les terres de Lleida, el 88,45% d'aquestes estacions amb art no disposen de cap mena de protecció, cosa que representa un enorme perill per a la seva conservació. Fonts: Associació Catalana d'Art Prehistòric